# Tête de saint Jean-Baptiste
Pour l’article homonyme, voir La Tête de saint Jean-Baptiste.
La Tête de saint Jean-Baptiste est un tondo de diamètre 28 cm peint à tempera sur bois par le maître italien de la Renaissance Giovanni Bellini. Il est conservé aux Musées civiques de Pesaro.

## Description
La peinture représente la tête de   Jean le Baptiste, juste après sa décapitation, avec son sang s'écoulant du cou. La figure témoigne de l'utilisation des règles de la  perspective de la représentation de la figure humaine, qui ont été publiés à l'époque par Piero della Francesca De prospectiva pingendi.
Stylistiquement, les couleurs éclatantes et le ton dramatique de la peinture sont similaires à ceux du Polyptyque de saint Vincent Ferrier, la première œuvre de maturité de Bellini, datée d'après 1464.

## Sources
- (en) Pierluigi De Vecchi et Elda Cerchiari, I tempi dell'arte, vol. 2, Milan, Bompiani, 1999 (ISBN 88-451-7212-0)
- (it) Mariolina Olivari, Giovanni Bellini, in AA.VV., Pittori del Rinascimento, Scala, Florence, 2007.  (ISBN 88-8117-099-X)